# Tour Down Under 2009
La 11e édition du Tour Down Under a eu lieu du 20 au 25 janvier 2009. Le Tour Down Under qui a le label ProTour depuis 2008, est la première course du Calendrier mondial UCI 2009. L'Australien Allan Davis (Quick Step), vainqueur de trois étapes, s'est imposé au classement général devant Stuart O'Grady (Saxo Bank) et José Joaquín Rojas (Caisse d'épargne).

## Équipes participantes et favoris
Comme en 2008, les 18 équipes ProTour sont présentes, ainsi que l'équipe UniSA, formée de sept coureurs australiens issus d'autres formations.
La présence de l'Américain Lance Armstrong constitue l'un des principaux évènements de cette compétition. Armstrong, vainqueur de sept Tours de France, ne s'était plus aligné sur une épreuve professionnelle depuis 2005, année où il avait mis un terme à sa carrière. Il effectue son retour dans les pelotons avec sa nouvelle équipe Astana. La réglementation antidopage aurait pu le contraindre à ne reprendre la compétition qu'en février, mais l'Union cycliste internationale lui a délivré une autorisation lui permettant de participer au Tour Down Under.
Le vainqueur sortant André Greipel est le leader de l'équipe Columbia. Il est entouré entre autres de quatre Australiens dont Michael Rogers, vainqueur de l'épreuve en 2002, et Mark Renshaw, vainqueur de la première étape en 2008. L'Australien Allan Davis (Quick Step), dauphin de Greipel en 2008, est le seul coureur à avoir pris part à toutes les éditions de la course et participe à son onzième Tour Down Under. Le sprinter Espagnol José Joaquín Rojas (Caisse d'épargne), troisième en 2008, est également présent, de même que plusieurs autres sprinters dont les anciens vainqueurs d'étapes Robbie McEwen, Baden Cooke et Graeme Brown.
Outre Greipel et Rogers, trois autres anciens lauréats sont présents : Stuart O'Grady (1999 et 2001), Luis León Sánchez (2005) et Martin Elmiger (2007).

## Parcours
Le Tour Down Under conserve la formule adoptée en 2008 lors de l'accession au circuit ProTour : six étapes précédées d'un critérium disputé dans les rues d'Adelaide.
Le parcours a été modifié de manière à y ajouter deux difficultés : la deuxième étape entre Hahndorf et Stirling se conclut par un circuit légèrement vallonné, et la colline de Willunga est gravie deux fois lors de la cinquième étape, contre une lors des éditions précédentes. Ces changements visent à rendre la course plus animée, les six étapes de l'édition 2008 s'étant terminées au sprint.

## Révélations
En mars 2019, il est annoncé que Lance Armstrong a reçu 1,5 million de dollars australiens (l'équivalent de 950 000 euros) du gouvernement de l'État d'Australie-Méridionale pour sa participation au Tour Down Under 2009, en plus de prendre en charge les coûts de vol et d'hébergement, entre autres dépenses. Il avait été convenu de garder cet accord secret. Le ministre des Finances, Rob Lucas, a déclaré que par le passé, il avait tenté de rendre publique l'accord de l'ancien gouvernement. Cependant, une clause de secret de dix ans empêchait la divulgation des chiffres. Après la suspension pour dopage à vie en 2012, l'argent n'a pas été remboursé par Armstrong.
Aussi pour ses participations en 2010 et 2011, Armstrong a été rémunéré, sans que les chiffres ne soient rendus publics. Le ministre du Tourisme en place en 2019, Leon Bignell, a justifié cette dépense en déclarant qu'Armstrong était alors considéré comme « le plus grand cycliste au monde » et ses participations ont permis de hisser la course à un niveau supérieur,.

## Classements des étapes
| Étape     | Date       | Villes étapes                    | Distance | Vainqueur d’étape | Leader du classement général |
| 1re étape | 20 janvier | Norwood – Mawson Lakes (en)      | 140 km   | André Greipel     | André Greipel                |
| 2e étape  | 21 janvier | Hahndorf (en) – Stirling         | 145 km   | Allan Davis       | Allan Davis                  |
| 3e étape  | 22 janvier | Unley – Victor Harbor            | 136 km   | Graeme Brown      | Allan Davis                  |
| 4e étape  | 23 janvier | Burnside Village (en) – Angaston | 143 km   | Allan Davis       | Allan Davis                  |
| 5e étape  | 24 janvier | Snapper Point – Willunga         | 148 km   | Allan Davis       | Allan Davis                  |
| 6e étape  | 25 janvier | Adélaïde – Adélaïde              | 90 km    | Francesco Chicchi | Allan Davis                  |

## Classements finals

### Classement général
|    | Cycliste           | Pays      | Équipe                | Temps               | Points ProTour |
| -- | ------------------ | --------- | --------------------- | ------------------- | -------------- |
| 1  | Allan Davis        | Australie | Quick Step            | en 19 h 26 min 59 s | 50             |
| 2  | Stuart O'Grady     | Australie | Saxo Bank             | + 25 s              | 40             |
| 3  | José Joaquín Rojas | Espagne   | Caisse d'épargne      | + 30 s              | 35             |
| 4  | Martin Elmiger     | Suisse    | AG2R La Mondiale      | m.t.                | 30             |
| 5  | Wesley Sulzberger  | Australie | La Française des jeux | + 37 s              | 25             |
| 6  | Michael Rogers     | Australie | Columbia              | + 38 s              | 20             |
| 7  | Matthew Wilson     | Australie | UniSA-Australia       | + 39 s              |                |
| 8  | Mauro Santambrogio | Italie    | Lampre-N.G.C          | + 40 s              | 10             |
| 9  | Jussi Veikkanen    | Finlande  | La Française des jeux | m.t.                | 5              |
| 10 | Mikaël Cherel      | France    | La Française des jeux | m.t.                | 2              |

### Classement des sprints
|    | Cycliste        | Équipe            | Points |
| -- | --------------- | ----------------- | ------ |
| 1. | Allan Davis     | Quick Step        | 30     |
| 2. | Graeme Brown    | Rabobank          | 24     |
| 3. | Andoni Lafuente | Euskaltel-Euskadi | 20     |

### Classement de la montagne
|    | Cycliste        | Équipe            | Points |
| -- | --------------- | ----------------- | ------ |
| 1. | Andoni Lafuente | Euskaltel-Euskadi | 46     |
| 2. | Markel Irizar   | Euskaltel-Euskadi | 38     |
| 3. | Olivier Kaisen  | Silence-Lotto     | 24     |

### Classement du meilleur jeune
|    | Cycliste           | Équipe                | Temps            |
| -- | ------------------ | --------------------- | ---------------- |
| 1. | José Joaquín Rojas | Caisse d'épargne      | 19 h 27 min 29 s |
| 2. | Wesley Sulzberger  | La Française des jeux | + 7 s            |
| 3. | Mikaël Cherel      | La Française des jeux | + 10 s           |

### Classement par équipes
|    | Équipe                | Pays    | Temps            |
| -- | --------------------- | ------- | ---------------- |
| 1. | La Française des jeux | France  | 58 h 22 min 57 s |
| 2. | Caisse d'épargne      | Espagne | + 8 s            |
| 3. | AG2R La Mondiale      | France  | + 11 s           |

## Les étapes

### 1reétape
La première étape s'est déroulée le 20 janvier 2009, entre Norwood et Mawson Lakes, sur une distance de 140 kilomètres. Elle a été remportée au sprint par l'Allemand André Greipel (Columbia), vainqueur de l'édition 2008, devant Baden Cooke et Stuart O'Grady.
Précédée d'un critérium de 51 km nommé Cancer Council Classic remporté par Robbie McEwen, cette première étape voit deux coureurs, Olivier Kaisen (Silence-Lotto) et Andoni Lafuente (Euskaltel-Euskadi) s'échapper après 10 km de course. Ils font la course en tête jusqu'à 20 km de l'arrivée et se partagent les prix attribués sur le parcours : Kaisen passe le premier aux sprints intermédiaires et Lafuente aux côtes comptant pour le classement de la montagne (King of mountain). Alors qu'ils sont repris par le peloton, le double champion d'Australie espoirs Jack Bobridge tente une attaque, en vain.
Les équipes Columbia, Rabobank et Liquigas mènent le peloton pour leurs sprinters respectifs durant les derniers kilomètres. André Greipel (Columbia), emmené par ses coéquipiers Mark Renshaw et Gregory Henderson, s'impose devant les Australiens Baden Cooke et Stuart O'Grady,.
|     | Cycliste         | Équipe                |    | Temps           |
| --- | ---------------- | --------------------- | -- | --------------- |
| 1.  | André Greipel    | Columbia              | en | 3 h 45 min 27 s |
| 2.  | Baden Cooke      | UniSA-Australia       | +  | 0 s             |
| 3.  | Stuart O'Grady   | Saxo Bank             |    | m.t.            |
| 4.  | Robbie McEwen    | Katusha               |    | m.t.            |
| 5.  | Jacopo Guarnieri | Liquigas              |    | m.t.            |
| 6.  | Allan Davis      | Quick Step            |    | m.t.            |
| 7.  | Wim Stroetinga   | Milram                |    | m.t.            |
| 8.  | Timothy Gudsell  | La Française des jeux |    | m.t.            |
| 9.  | Luca Barla       | Milram                |    | m.t.            |
| 10. | Andrea Grendene  | Lampre-NGC            |    | m.t.            |

|     | Cycliste         | Équipe            |    | Temps           |
| --- | ---------------- | ----------------- | -- | --------------- |
| 1.  | André Greipel    | Columbia          | en | 3 h 45 min 16 s |
| 2.  | Baden Cooke      | UniSA-Australia   | +  | 5 s             |
| 3.  | Olivier Kaisen   | Silence-Lotto     |    | m.t.            |
| 4.  | Stuart O'Grady   | Saxo Bank         | +  | 7 s             |
| 5.  | Andoni Lafuente  | Euskaltel-Euskadi |    | m.t.            |
| 6.  | William Walker   | Fuji-Servetto     | +  | 10 s            |
| 7.  | Robbie McEwen    | Katusha           |    | m.t.            |
| 8.  | Jacopo Guarnieri | Liquigas          |    | m.t.            |
| 9.  | Allan Davis      | Quick Step        |    | m.t.            |
| 10. | Wim Stroetinga   | Milram            |    | m.t.            |

### 2eétape
La deuxième étape s'est déroulée le 21 janvier 2009, entre Hahndorf et Stirling, sur une distance de 145 kilomètres. Elle a été remportée par Allan Davis devant Graeme Brown et Martin Elmiger.
|     | Cycliste           | Équipe           |    | Temps           |
| --- | ------------------ | ---------------- | -- | --------------- |
| 1.  | Allan Davis        | Quick Step       | en | 3 h 46 min 25 s |
| 2.  | Graeme Brown       | Rabobank         |    | m.t.            |
| 3.  | Martin Elmiger     | AG2R La Mondiale | +  | 2 s             |
| 4.  | Stuart O'Grady     | Saxo Bank        |    | m.t.            |
| 5.  | George Hincapie    | Columbia         | +  | 4 s             |
| 6.  | José Joaquín Rojas | Caisse d'épargne |    | m.t.            |
| 7.  | Mauro Santambrogio | Lampre-NGC       |    | m.t.            |
| 8.  | Tom Leezer         | Rabobank         |    | m.t.            |
| 9.  | Mickaël Buffaz     | Cofidis          |    | m.t.            |
| 10. | André Greipel      | Columbia         |    | m.t.            |

|     | Cycliste           | Équipe                |    | Temps           |
| --- | ------------------ | --------------------- | -- | --------------- |
| 1.  | Allan Davis        | Quick Step            | en | 7 h 31 min 42 s |
| 2.  | André Greipel      | Columbia              | +  | 3 s             |
| 3.  | Graeme Brown       | Rabobank              | +  | 4 s             |
| 4.  | Stuart O'Grady     | Saxo Bank             | +  | 8 s             |
| 5.  | Baden Cooke        | UniSA                 |    | m.t.            |
| 6.  | Martin Elmiger     | AG2R La Mondiale      |    | m.t.            |
| 7.  | Mauro Santambrogio | Lampre-NGC            | +  | 14 s            |
| 8.  | José Joaquín Rojas | Caisse d'épargne      |    | m.t.            |
| 9.  | Jussi Veikkanen    | La Française des jeux |    | m.t.            |
| 10. | Ryder Hesjedal     | Garmin-Slipstream     |    | m.t.            |

### 3eétape
La troisième étape s'est déroulée le 22 janvier 2009, entre Unley et Victor Harbor, sur une distance de 136 kilomètres. Elle a été remportée au sprint par Graeme Brown (Rabobank), devant Allan Davis, qui conserve la tête du classement général.
|     | Cycliste           | Équipe                |    | Temps           |
| --- | ------------------ | --------------------- | -- | --------------- |
| 1.  | Graeme Brown       | Rabobank              | en | 3 h 15 min 35 s |
| 2.  | Allan Davis        | Quick Step            |    | m.t.            |
| 3.  | Stuart O'Grady     | Saxo Bank             |    | m.t.            |
| 4.  | George Hincapie    | Columbia              |    | m.t.            |
| 5.  | Luis León Sánchez  | Caisse d'épargne      |    | m.t.            |
| 6.  | Martin Elmiger     | AG2R La Mondiale      |    | m.t.            |
| 7.  | José Joaquín Rojas | Caisse d'épargne      |    | m.t.            |
| 8.  | Alexandre Pichot   | BBox Bouygues Telecom |    | m.t.            |
| 9.  | Mauro Santambrogio | Lampre-NGC            |    | m.t.            |
| 10. | Mikaël Cherel      | La Française des jeux |    | m.t.            |

|     | Cycliste           | Équipe                |    | Temps            |
| --- | ------------------ | --------------------- | -- | ---------------- |
| 1.  | Allan Davis        | Quick Step            | en | 10 h 47 min 11 s |
| 2.  | Graeme Brown       | Rabobank              |    | m.t.             |
| 3.  | Stuart O'Grady     | Saxo Bank             | +  | 5 s              |
| 4.  | Martin Elmiger     | AG2R La Mondiale      | +  | 14 s             |
| 5.  | Michael Rogers     | Columbia              | +  | 18 s             |
| 6.  | Matthew Wilson     | UniSA                 | +  | 19 s             |
| 7.  | Mauro Santambrogio | Lampre-NGC            | +  | 20 s             |
| 8.  | José Joaquín Rojas | Caisse d'épargne      |    | m.t.             |
| 9.  | Ryder Hesjedal     | Garmin-Slipstream     |    | m.t.             |
| 10. | Jussi Veikkanen    | La Française des jeux |    | m.t.             |

### 4eétape
La quatrième étape s'est déroulée le 23 janvier 2009, entre Burnside Village et Angaston, sur une distance de 143 kilomètres. Elle a été remportée au sprint par Allan Davis (Quick Step), qui accroît son avance au classement général.
|     | Cycliste           | Équipe                |    | Temps           |
| --- | ------------------ | --------------------- | -- | --------------- |
| 1.  | Allan Davis        | Quick Step            | en | 3 h 29 min 35 s |
| 2.  | Graeme Brown       | Rabobank              |    | m.t.            |
| 3.  | José Joaquín Rojas | Caisse d'épargne      |    | m.t.            |
| 4.  | Stuart O'Grady     | Saxo Bank             |    | m.t.            |
| 5.  | Mark Renshaw       | Columbia              |    | m.t.            |
| 6.  | Tom Leezer         | Rabobank              |    | m.t.            |
| 7.  | Davide Viganò      | Fuji-Servetto         |    | m.t.            |
| 8.  | Jussi Veikkanen    | La Française des jeux |    | m.t.            |
| 9.  | Robbie McEwen      | Katusha               |    | m.t.            |
| 10. | Sébastien Hinault  | AG2R La Mondiale      |    | m.t.            |

|     | Cycliste           | Équipe                |    | Temps            |
| --- | ------------------ | --------------------- | -- | ---------------- |
| 1.  | Allan Davis        | Quick Step            | en | 14 h 16 min 36 s |
| 2.  | Graeme Brown       | Rabobank              | +  | 4 s              |
| 3.  | Stuart O'Grady     | Saxo Bank             | +  | 15 s             |
| 4.  | Martin Elmiger     | AG2R La Mondiale      | +  | 24 s             |
| 5.  | José Joaquín Rojas | Caisse d'épargne      | +  | 26 s             |
| 6.  | Michael Rogers     | Columbia              | +  | 28 s             |
| 7.  | Matthew Wilson     | UniSA                 | +  | 29 s             |
| 8.  | Mauro Santambrogio | Lampre-NGC            | +  | 30 s             |
| 9.  | Jussi Veikkanen    | La Française des jeux |    | m.t.             |
| 10. | Mikaël Cherel      | La Française des jeux |    | m.t.             |

### 5eétape
La cinquième étape s'est déroulée le 24 janvier 2009, entre Snapper Point et Willunga, sur une distance de 148 kilomètres. Le leader du classement général Allan Davis (Quick Step) y remporta une troisième victoire au sprint.
|     | Cycliste           | Équipe                |    | Temps           |
| --- | ------------------ | --------------------- | -- | --------------- |
| 1.  | Allan Davis        | Quick Step            | en | 3 h 28 min 33 s |
| 2.  | José Joaquín Rojas | Caisse d'épargne      |    | m.t.            |
| 3.  | Martin Elmiger     | AG2R La Mondiale      |    | m.t.            |
| 4.  | Stuart O'Grady     | Saxo Bank             |    | m.t.            |
| 5.  | Jérémy Roy         | La Française des jeux |    | m.t.            |
| 6.  | Laurent Lefèvre    | BBox Bouygues Telecom |    | m.t.            |
| 7.  | Wesley Sulzberger  | La Française des jeux |    | m.t.            |
| 8.  | Ryder Hesjedal     | Garmin-Slipstream     |    | m.t.            |
| 9.  | Matthew Lloyd      | Silence-Lotto         |    | m.t.            |
| 10. | Julien El Fares    | Cofidis               |    | m.t.            |

|     | Cycliste           | Équipe                |    | Temps            |
| --- | ------------------ | --------------------- | -- | ---------------- |
| 1.  | Allan Davis        | Quick Step            | en | 17 h 44 min 59 s |
| 2.  | Stuart O'Grady     | Saxo Bank             | +  | 25 s             |
| 3.  | José Joaquín Rojas | Caisse d'épargne      | +  | 30 s             |
| 4.  | Martin Elmiger     | AG2R La Mondiale      |    | m.t.             |
| 5.  | Michael Rogers     | Columbia              | +  | 38 s             |
| 6.  | Matthew Wilson     | UniSA                 | +  | 39 s             |
| 7.  | Mauro Santambrogio | Lampre-NGC            | +  | 40 s             |
| 8.  | Jussi Veikkanen    | La Française des jeux |    | m.t.             |
| 9.  | Mikaël Cherel      | La Française des jeux |    | m.t.             |
| 10. | Ryder Hesjedal     | Garmin-Slipstream     |    | m.t.             |

### 6eétape
La sixième et dernière étape s'est déroulée le 25 janvier 2009, dans les rues d'Adélaïde, sur une distance de 90 kilomètres. La victoire est revenue à l'Italien Francesco Chicchi et c'est l'Australien Allan Davis qui remporte cette 11e édition.
La dernière étape du Tour Down Under est formée par un circuit de 4,5 km dans la ville d'Adélaïde, nommé Adelaide City Council Circuit, et emprunté à vingt reprises (soit un total de 90 km).
Plusieurs échappées animent la course. La principale, partie durant le 18e tour, comprend notamment l'ancien vainqueur du Tour Down Under Luis León Sánchez et Jack Bobridge, remarqué pour ses attaques durant les étapes précédentes. Un autre groupe lui succède en tête de la course, rejoint ensuite par Lance Armstrong.
Le peloton, emmené par l'équipe Quick Step, ne tarde cependant pas à les rejoindre. L'étape se termine donc au sprint, comme les précédentes. Robbie McEwen et Graeme Brown se percutent et évite la chute à l'approche de la ligne d'arrivée. Ils prennent les deuxième et troisième places, dépassés par l'Italien Francesco Chicchi, qui enlève son premier succès de la saison.
Allan Davis, qui ne s'est pas mêlé au sprint, conserve la tête du classement général et remporte ainsi le Tour Down Under, à sa onzième participation.
|     | Cycliste           | Équipe           |    | Temps           |
| --- | ------------------ | ---------------- | -- | --------------- |
| 1.  | Francesco Chicchi  | Liquigas         | en | 1 h 42 min 00 s |
| 2.  | Robbie McEwen      | Katusha          |    | m.t.            |
| 3.  | Graeme Brown       | Rabobank         |    | m.t.            |
| 4.  | Gregory Henderson  | Columbia         |    | m.t.            |
| 5.  | José Joaquín Rojas | Caisse d'épargne |    | m.t.            |
| 6.  | Tom Leezer         | Rabobank         |    | m.t.            |
| 7.  | Wim Stroetinga     | Milram           |    | m.t.            |
| 8.  | Guillaume Blot     | Cofidis          |    | m.t.            |
| 9.  | Jacopo Guarnieri   | Liquigas         |    | m.t.            |
| 10. | Martin Elmiger     | AG2R La Mondiale |    | m.t.            |

|     | Cycliste           | Équipe                |    | Temps            |
| --- | ------------------ | --------------------- | -- | ---------------- |
| 1.  | Allan Davis        | Quick Step            | en | 19 h 26 min 59 s |
| 2.  | Stuart O'Grady     | Saxo Bank             | +  | 25 s             |
| 3.  | José Joaquín Rojas | Caisse d'épargne      | +  | 30 s             |
| 4.  | Martin Elmiger     | AG2R La Mondiale      |    | m.t.             |
| 5.  | Wesley Sulzberger  | La Française des jeux | +  | 37 s             |
| 6.  | Michael Rogers     | Columbia              | +  | 38 s             |
| 7.  | Matthew Wilson     | UniSA                 | +  | 39 s             |
| 8.  | Mauro Santambrogio | Lampre-NGC            | +  | 40 s             |
| 9.  | Jussi Veikkanen    | La Française des jeux |    | m.t.             |
| 10. | Mikaël Cherel      | La Française des jeux |    | m.t.             |

## Évolution des classements
| Étape (Vainqueur)          | Classement général | Classement des sprints | Classement de la montagne | Classement du meilleur jeune | Classement par équipes |
| -------------------------- | ------------------ | ---------------------- | ------------------------- | ---------------------------- | ---------------------- |
| 1re étape André Greipel    | André Greipel      | Olivier Kaisen         | Andoni Lafuente           | Jacopo Guarnieri             | Milram                 |
| 2e étape Allan Davis       | Allan Davis        | Olivier Kaisen         | Andoni Lafuente           | José Joaquín Rojas           | Rabobank               |
| 3e étape Graeme Brown      | Allan Davis        | Stuart O'Grady         | Markel Irizar             | José Joaquín Rojas           | Columbia               |
| 4e étape Allan Davis       | Allan Davis        | Allan Davis            | Andoni Lafuente           | José Joaquín Rojas           | La Française des jeux  |
| 5e étape Allan Davis       | Allan Davis        | Allan Davis            | Andoni Lafuente           | José Joaquín Rojas           | La Française des jeux  |
| 6e étape Francesco Chicchi | Allan Davis        | Allan Davis            | Andoni Lafuente           | José Joaquín Rojas           | La Française des jeux  |

## Liste des participants
| Columbia | Astana | AG2R La Mondiale |
| - 01. André Greipel - 02. George Hincapie - 03. Michael Rogers - 04. Bernhard Eisel - 05. Mark Renshaw - 06. Gregory Henderson - 07. Adam Hansen                       | - 11. Lance Armstrong - 12. Assan Bazayev - 13. Jesús Hernández Blázquez - 14. Michael Schär - 15. Maxim Iglinskiy - 16. Steve Morabito - 17. José Luis Rubiera | - 21. Martin Elmiger - 22. Sébastien Hinault - 23. Vladimir Efimkin - 24. Alexandr Pliuschin - 25. Nicolas Roche - 26. Rene Mandri - 27. Alexander Efimkin |
| Silence-Lotto | Katusha | Saxo Bank |
| - 31. Mario Aerts - 32. Glenn D'Hollander - 33. Pieter Jacobs - 34. Olivier Kaisen - 35. Jonas Ljungblad - 36. Matthew Lloyd - 37. Tom Stubbe                          | - 41. Robbie McEwen - 42. Gert Steegmans - 43. Kenny Dehaes - 44. Joan Horrach - 45. Stijn Vandenbergh - 46. Sergueï Klimov - 47. Nikolay Trusov                | - 51. Stuart O'Grady - 52. Jens Voigt - 53. Nicki Sørensen - 54. Kasper Klostergaard - 55. Matthew Goss - 56. Frank Høj - 57. Anders Lund                  |
| BBox Bouygues Telecom | Cofidis | La Française des jeux |
| - 61. Matthieu Sprick - 62. Mathieu Claude - 63. Vincent Jérôme - 64. Laurent Lefèvre - 65. Rony Martias - 66. Alexandre Pichot - 67. Perrig Quéméneur                 | - 71. David Moncoutié - 72. Mickaël Buffaz - 73. Alexandre Usov - 74. Guillaume Blot - 75. Florent Brard - 76. Julien El Fares - 77. Rein Taaramäe              | - 81. Mikaël Cherel - 82. Rémy Di Grégorio - 83. Timothy Gudsell - 84. Jussi Veikkanen - 85. Yoann Offredo - 86. Jérémy Roy - 87. Wesley Sulzberger        |
| Caisse d'épargne | Quick Step | Euskaltel-Euskadi |
| - 91. Óscar Pereiro - 92. Luis León Sánchez - 93. José Joaquín Rojas - 94. Pablo Lastras - 95. Mathieu Perget - 96. Imanol Erviti - 97. Mathieu Drujon                 | - 101. Allan Davis - 102. Matteo Tosatto - 103. Dries Devenyns - 104. Davide Malacarne - 105. Francesco Reda - 106. Hubert Schwab - 107. Kurt Hovelijnck        | - 111. Josu Agirre - 112. Pablo Urtasun - 113. Iñaki Isasi - 114. Andoni Lafuente - 115. Markel Irizar - 116. Sergio de Lis - 117. Aitor Hernández         |
| Milram | Lampre-NGC | Rabobank |
| - 121. Christian Knees - 122. Luca Barla - 123. Martin Müller - 124. Markus Eichler - 125. Wim Stroetinga - 126. Thomas Rohregger - 127. Ronny Scholz                  | - 131. Matteo Bono - 132. Emanuele Bindi - 133. Andrea Grendene - 134. Mauro Santambrogio - 135. Vitaliy Buts - 136. Vladimir Zagorodny - 137. David Loosli     | - 141. Graeme Brown - 142. Stef Clement - 143. Mathew Hayman - 144. Jos van Emden - 145. Rick Flens - 146. Tom Leezer - 147. Kai Reus                      |
| Liquigas | Garmin-Slipstream | Fuji-Servetto |
| - 151. Maciej Bodnar - 152. Claudio Corioni - 153. Gianni Da Ros - 154. Jacopo Guarnieri - 155. Aliaksandr Kuschynski - 156. Francesco Chicchi - 157. Frederik Willems | - 161. Julian Dean - 162. Trent Lowe - 163. Timothy Duggan - 164. Christopher Sutton - 165. Cameron Meyer - 166. Ryder Hesjedal - 167. Christian Meier          | - 171. Daniele Nardello - 172. Ermanno Capelli - 173. Hilton Clarke - 174. Javier Mejías - 175. Davide Viganò - 176. William Walker - 177. Iván Domínguez  |
| UniSA-Australia | | |
| - 181. Baden Cooke - 182. Aaron Kemps - 183. Scott Davis - 184. Travis Meyer - 185. Jack Bobridge - 186. Simon Clarke - 187. Matthew Wilson                            | | |